# Sumin (gromada)
Sumin – dawna gromada, czyli najmniejsza jednostka podziału terytorialnego Polskiej Rzeczypospolitej Ludowej w latach 1954–1972.
Gromady, z gromadzkimi radami narodowymi (GRN) jako organami władzy najniższego stopnia na wsi, funkcjonowały od reformy reorganizującej administrację wiejską przeprowadzonej jesienią 1954 do momentu ich zniesienia z dniem 1 stycznia 1973, tym samym wypierając organizację gminną w latach 1954–1972.
Gromadę Sumin z siedzibą GRN w Suminie utworzono – jako jedną z 8759 gromad na obszarze Polski – w powiecie lipnowskim w woj. bydgoskim, na mocy uchwały nr 24/8 WRN w Bydgoszczy z dnia 5 października 1954. W skład jednostki wszedł obszar dotychczasowej gromady Sumin ze zniesionej gminy Kikół oraz obszary dotychczasowych gromad Makowiska i Kiełpiny wraz z kolonią Rozstrzały z dotychczasowej gromady Wąkole ze zniesionej gminy Osówka w tymże powiecie. Dla gromady ustalono 20 członków gromadzkiej rady narodowej.
Gromadę zniesiono 31 grudnia 1959, a jej obszar włączono do gromad: Jankowo (wsie Makowiska i Kiełpiny – bez obszaru lasów państwowych – i miejscowości Wizendorf Stary, Wizendorf Nowy, Kolonia Makowiska, Kolonia Kiełpiny, Rumunki Niedźwiedzkie i Rumunki Sumin oraz południową część wsi Sumin), Bobrowniki (lasy państwowe o obszarze 1.217 ha) i Wola (północną część wsi Sumin – kolonię Sumin – oraz miejscowości Rumunki Sumin i Krzywy Las) w tymże powiecie.